# Hägerstensåsen (Stockholms tunnelbana)
Hägerstensåsen ist eine oberirdische Station der Stockholmer U-Bahn. Sie befindet sich im gleichnamigen Stadtteil Hägerstensåsen. Die Station wird von der Röda linjen des Stockholmer U-Bahn-Systems bedient. Sie zählt zu den eher mäßig frequentierten Stationen des U-Bahn-Netzes. An einem normalen Werktag steigen hier 5.250 Pendler zu und um.
Die Station wurde am 5. April 1964 in Betrieb genommen, als der erste Abschnitt der Röda linjen zwischen T-Centralen und Fruängen eingeweiht wurde. Die Bahnsteige befinden sich oberirdisch in Hochlage, zum Teil auch im Hägerstenstunnel, welcher ca. 400 Meter lang ist und in Richtung der Station Telefonplan führt. Die Station liegt zwischen den Stationen Telefonplan und Västertorp. Bis zum Stockholmer Hauptbahnhof sind es etwa sieben Kilometer.